# Zinaida Brumberg
Zinaida Brumberg (russisk: Зинаида Семёновна Брумберг) (født 2. august 1900 i Moskva i det Russiske Kejserrige, død 9. februar 1983 i Moskva i Sovjetunionen) var en sovjetisk filminstruktør.

## Filmografi
- Propavsjaja gramota (Пропавшая грамота, 1945)[1][2]
- Notj pered Rozjdestvom (Ночь пе́ред Рождество́м, 1951)
- Tjelovetjka narisoval ja (Челове́чка нарисова́л я, 1960)